# 견훤산성
견훤산성(甄萱山城)은 대한민국 경북 상주시 장바위산 꼭대기를 에워싼, 테뫼식 산성이다. 견훤이 신라와 고려를 방어·공격하기 위해 동으로 진출할 때 이곳을 거점으로 삼았기에 이름이 견훤산성이 되었다고 한다. 이 산성은 보은 삼년산성(사적 제235호)과 쌓은 방법이 비슷하며, 얼마 남지 않은, 삼국시대 산성의 하나이다. 1984년 12월 19일 경상북도의 기념물 제53호로 지정되었다.

## 개요
경북 상주시 장암리의 북쪽에 있는 장바위산 정상부를 에워 싼 테뫼식 산성으로, 견훤이 쌓았다해서 견훤산성이라 불린다. 이 산성 뿐만 아니라 상주지역의 옛 성들이 견훤과 관계지어지는 것은 『삼국사기』에 견훤과 그의 아버지 아자개가 상주 출신이란 기록 때문이다.
견훤은 농민의 아들로 태어나 신라의 장군으로 있다가 이곳에서 군사를 양성하여, 신라 진성여왕 6년(892)에 반기를 들고 신라의 여러 성을 침공하다가 효공왕 4년(900)에 완산주에 도읍을 정하고 후백제를 세웠다.
이 산성은 대체로 사각형을 이루고 있는데, 산세와 지형을 따라 암벽은 암벽대로 이용하고, 성벽을 쌓을 필요가 있는 곳에만 성을 쌓았기 때문에 천연절벽과 성벽이 조화를 이룬다. 성의 4모서리에는 굽이지게 곡성을 쌓았는데, 동북쪽과 동남쪽으로 난 2곳이 거의 완전하게 남아있어 상주쪽을 시원하게 내려다 볼 수 있다. 성벽 둘레는 650m이고, 높이는 7∼15m이며, 너비는 4∼7m이다.
이 산성은 보은의 삼년산성(사적 제235호)과 쌓은 방법이 비슷한데, 정교하게 쌓은 우리나라에서 보기드문 삼국시대 산성의 하나이다.

## 전설
전설에 의하면 견훤이 이 산성에 있으면서 북쪽에서 오는, 서울(경주)로 가 바칠 공납물(세금)을 이곳에서 거두어 들였다고 한다.

## 사진

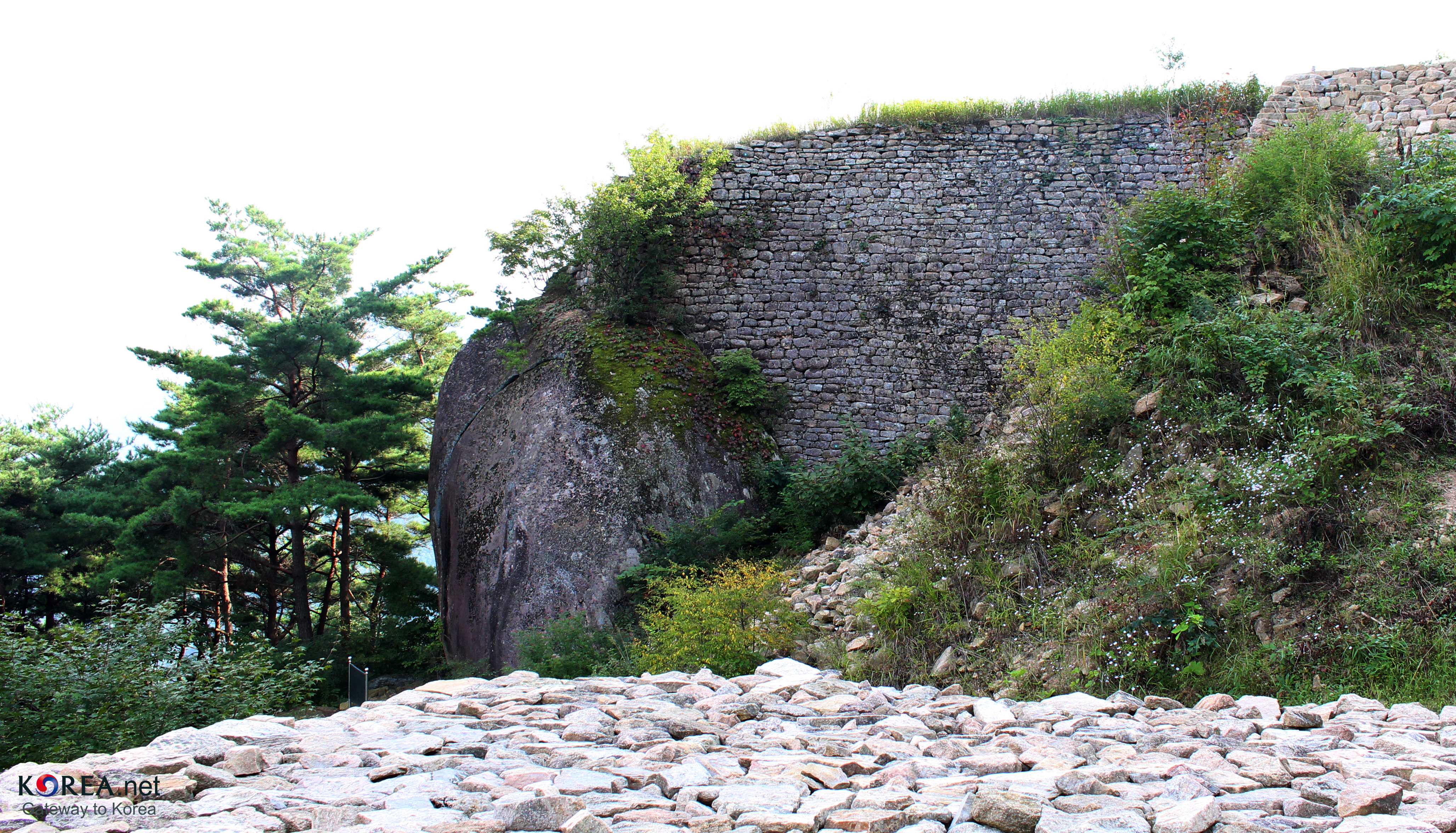
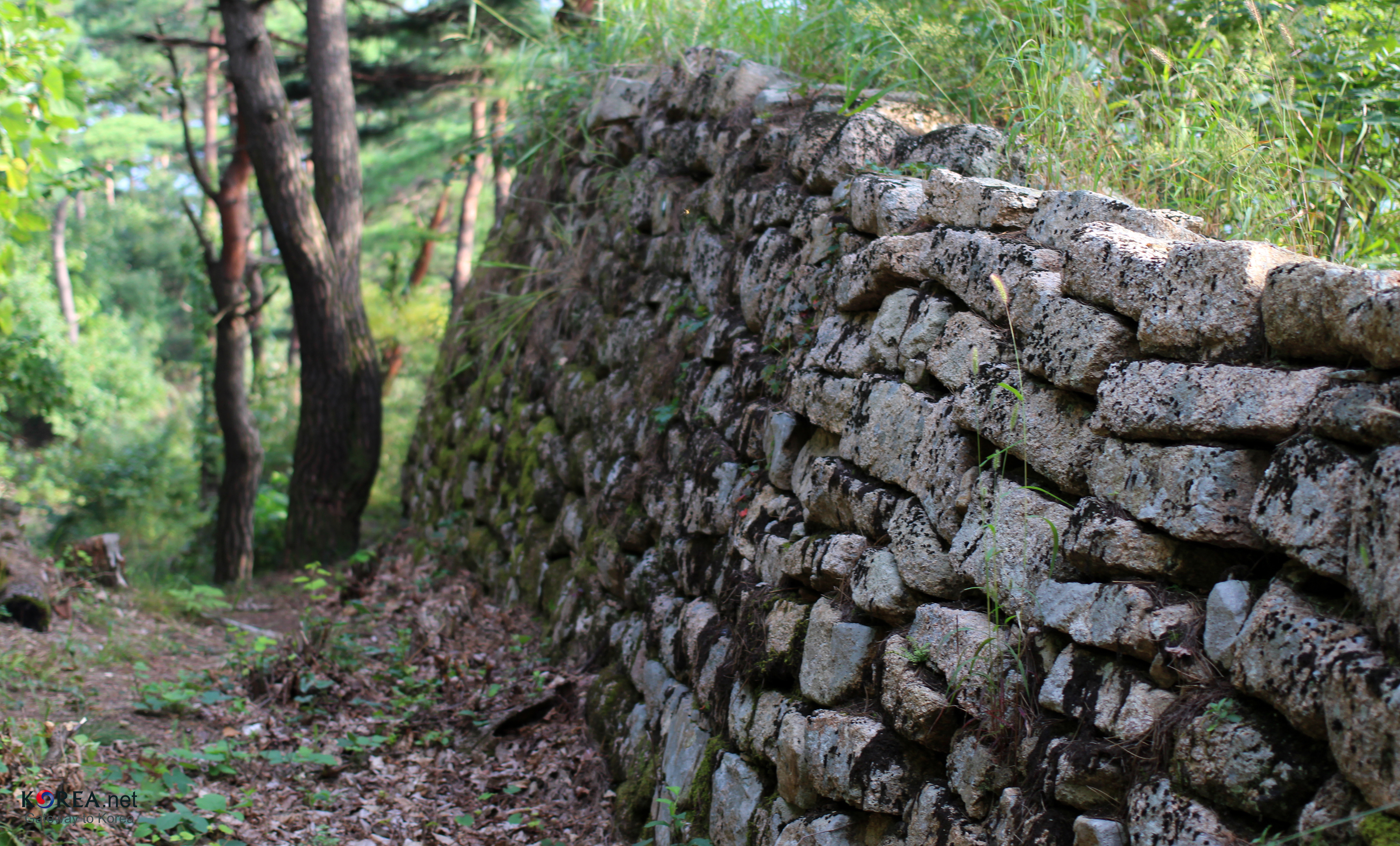
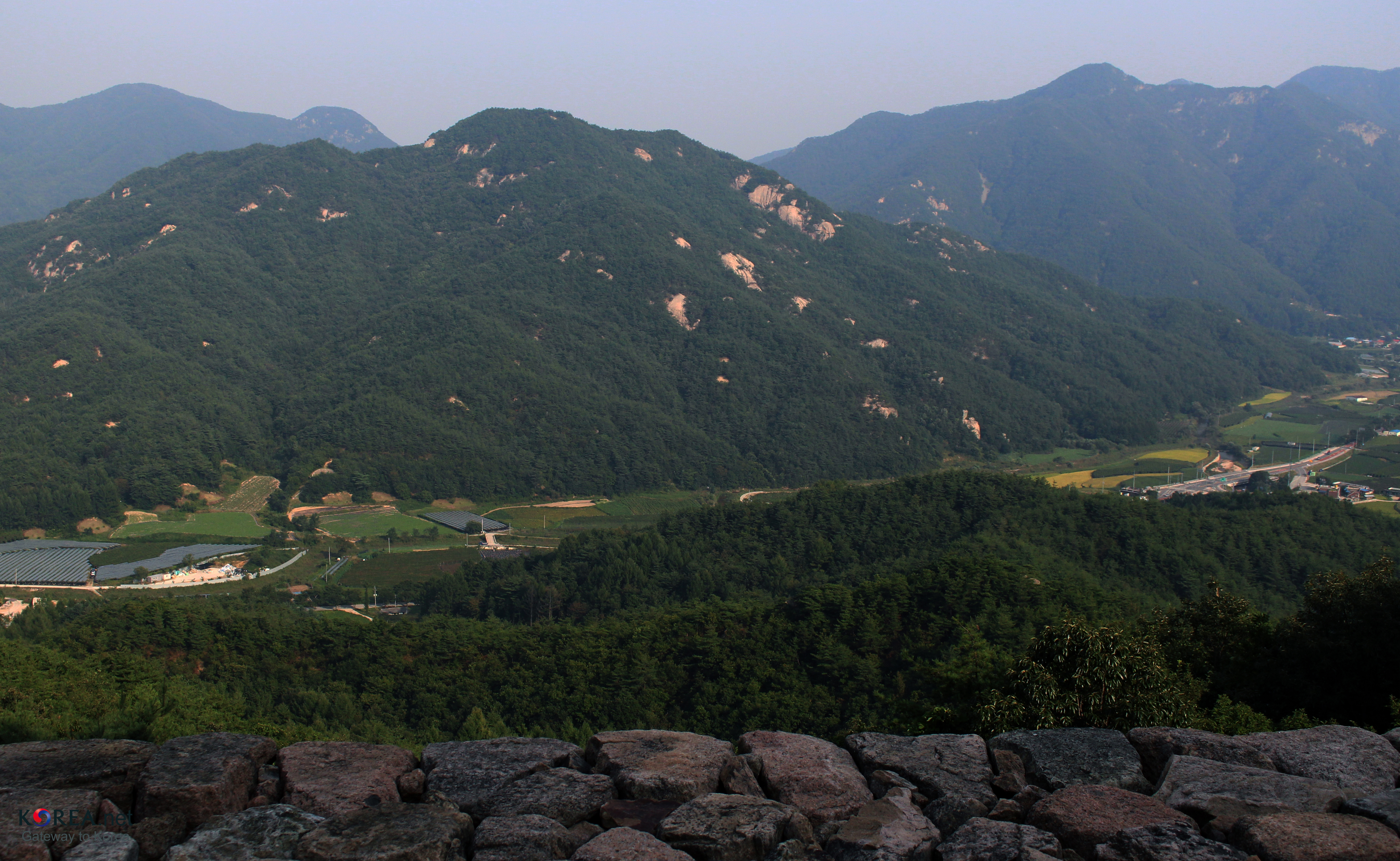

## 같이 보기
- 보은 삼년산성 - 사적 제235호